# Rozalin (województwo lubelskie)
Rozalin – wieś w Polsce położona obecnie w województwie lubelskim, w powiecie opolskim, w gminie Opole Lubelskie. 
| SIMC    | Nazwa       | Rodzaj    |
| ------- | ----------- | --------- |
| 1022624 | Leszczyniec | część wsi |

W latach 1975–1998 położona była w ówczesnym województwie lubelskim.
Wieś stanowi sołectwo w gminie Opole Lubelskie. Według Narodowego Spisu Powszechnego z roku 2011 wieś liczyła 155 mieszkańców.
Przez wieś przebiega  linia kolejki wąskotorowej.